# 22度暈

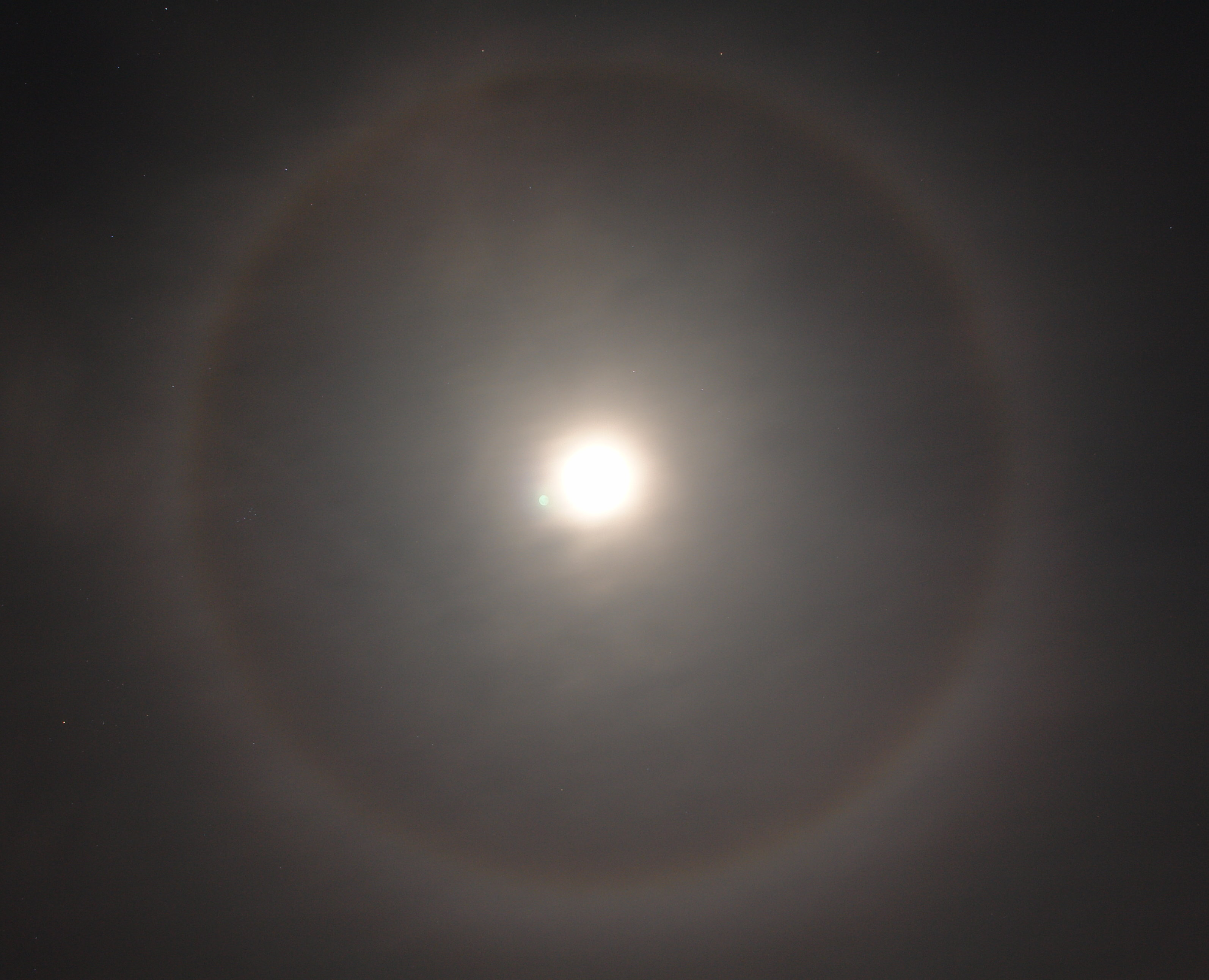
月亮周圍的22度暈

22度暈是在太陽或月亮周圍形成的22°的暈，由大氣層中懸浮的大量六邊形冰晶折射陽光或月光形成。

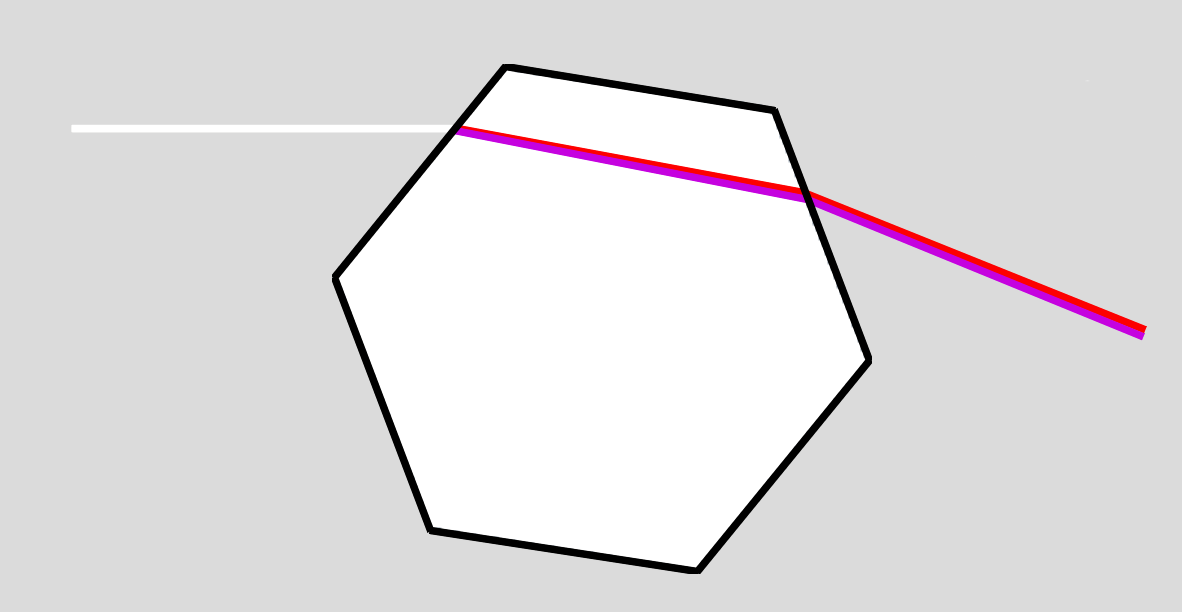
在最佳角度穿過六角形棱鏡的光線通路

穿過60°六邊形冰晶頂角的光線發生偏折，其度數位於22°- 50°之間。不過精確來說平均最小偏折應為21.84°（取決於光的波長，紅光21.54°，藍光22.37°），內部邊緣為紅色，外部為藍色。 一年中可能会有100天可以观测到22度暈，远比彩虹来的频繁。

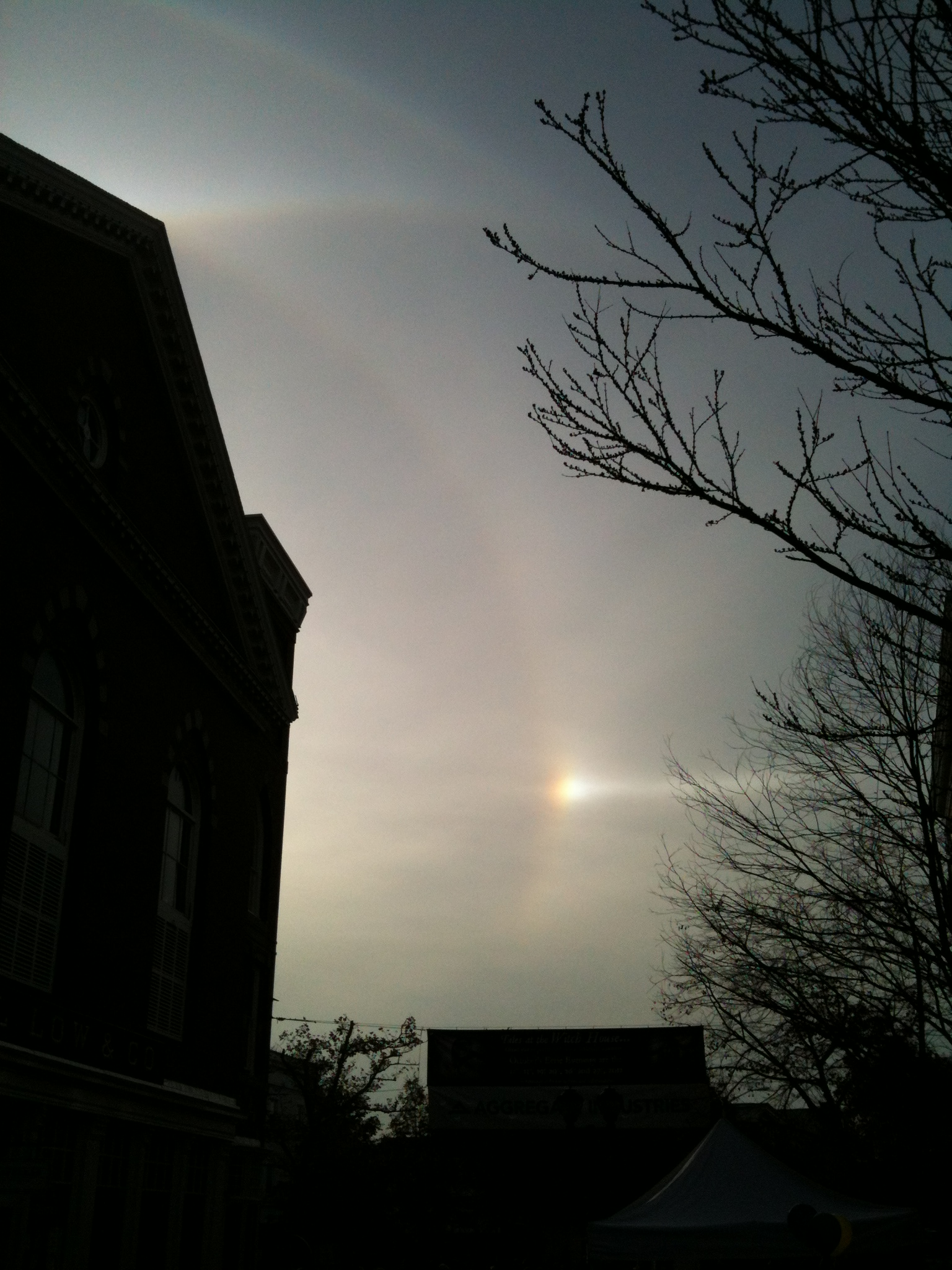
2012年10月27日出現在馬薩諸賽州塞勒姆的22度日暈和幻日。

在民間，22度暈被認為是風暴來臨前的徵兆之一。
和22度暈相似的華的成因是小液滴，華比22度暈更小，顏色也更炫爛。

## 外部連結
- Halo September 27 2012, from India（页面存档备份，存于）
- www.paraselene.de - 22° halo Jun 24, 2006（页面存档备份，存于）
- Timelapse of top portion of a 22° halo（页面存档备份，存于）
- 22° halo Jul 3, 2011, Cambodia（页面存档备份，存于）
- 22° solar halo video 14th March 2012, Sydney Australia（页面存档备份，存于）